# José Francisco Quiroga do Pazo
José Francisco Quiroga do Pazo (Orense, 19 de agosto de 1755 - Orense, 4 de julio de 1816) fue un compositor y maestro de capilla español.

## Vida
José Francisco Quiroga nació en Orense, en la provincia de Orense, el 19 de agosto de 1755, hijo de Alonso Quiroga, sastre, e Ygnacia do Pazo, ambos vecinos de la ciudad. Era el segundo hijo de cuatro, María Benita (n. 1752), la mayor, y Fernando (n. 1758) y Martín Alonso (n. 1760), ambos menores que José Francisco. Se bautizó el 22 del mismo mes en la Iglesia de Santa Eufemia de la ciudad. En la partida de bautizo aparece el nombre de padre como «Alonso Cárdenas», que más tarde fue tachado y corregido a «Alonso Quiroga»; sin embargo, algunos autores han tomado Cárdenas como segundo apellido del maestro o incluso como primer apellido.
José Francisco Quiroga se formó musicalmente en la Catedral de Orense como infante del coro de la capilla de música, seguramente bajo el magisterio de Francisco Náger. Tanto él, como su hermano Martín y su hermana María Benita dedicarían su vida a la Iglesia. Martín realizaría un acolitado y luego aprendería bajón y chirimía, para acabar como capellán. En marzo de 1770 José Francisco fue ordenado de corona en la Catedral de Orense con otros monaguillos por el obispo, Alonso Francos Arango.

[José Francisco Quiroga f]ue fundamentalmente como tenor, violinista, organista y compositor de hecho[,] como violinista fue recibido en la Real Colegiata de A Coruña, a la que dirigió un memorial en el que declaraba, además de tocar el violín y el órgano, tener voz de tenor acontraltado y hallarse instruido en la solfa, canto llano y tener medianas luces de la composición [...]

Es decir, José Francisco Quiroga pasó por la Colegiata de Santa María del Campo de La Coruña, donde en 1774 fue contratado como violinista. El cabildo orensano trató de recuperar a Quiroga en 1776, cuanto tuvo la necesidad de un nuevo tenor, pero la Colegiata coruñesa se opuso.
En 1779 partía de Orense el maestro Francisco Nager, que tomaba el mismo cargo en Lugo, ya que había quedado vacante tras el fallecimiento del maestro allí. El cabildo orensano organizó unas oposiciones que fueron ganadas por José Francisco Quiroga como único candidato. Fue nombrado nemine discrepante el 17 de enero de 1780.
El magisterio de la Catedral de Segovia había quedado vacante tras el fallecimiento de Juan Montón y Mallén a principios de diciembre de 1781, por lo que el cabildo decidió convocar los edictos para el cargo. Las oposiciones se realizaron a distancia, enviando cada uno de los siete candidatos un villancico y un motete. El jurado estaría compuesto por Antonio Rodríguez de Hita, maestro de capilla del Real Monasterio de la Encarnación, y Manuel Mencía, maestro del Monasterio de las Descalzas Reales, ambos activos en Madrid. Los candidatos fueron calificados por Hita de la siguiente manera:
1. José Quiroga, maestro de la Catedral de Orense;
2. Francisco Antonio Gutiérrez, natural de León;
3. Juan Fernández, natural de León;
4. Vicente Escalante, maestro de capilla de Alicante;
5. Ramón Ferreñac, maestro de la Catedral de Huesca;
6. Baltasar Yuste, músico de Zaragoza.

Mencía colocó en primer lugar a Gutiérrez, «el más sobresaliente», el segundo a Juan Fernández y finalmente el tercero a José Quiroga. El cabildo eligió por voto secreto el 18 de enero de 1783 a Gutiérrez como maestro, con 22 votos a favor y 13 votos para Quiroga.
Quiroga trataría de conseguir un cargo mejor de nuevo en 1796. Tras el fallecimiento del maestro Tomás de Peñalosa en Granada, el maestro Quiroga se presentó a las oposiciones convocadas para cubrir la vacante en la Catedral de Granada. En este caso se presentaron nada menos que diecinueve candidatos, que fueron, además de Quiroga:
1. Manuel Quijano, músico de la Catedral de León.
2. Nicolás Zabala, maestro de capilla del Salvador de Sevilla.
3. Francisco Javier Cabo, organista de la Catedral de Orihuela.
4. José Vico Catalán, músico de la Catedral de Orihuela.
5. José Aleyxandre, músico de la Catedral de Orihuela.
6. Dionisio Rodríguez Lloberas, maestro de capilla del Salvador de Granada.
7. Francisco Balius, maestro de capilla de la Catedral de Solsona.
8. Carlos Baguer, organista de la Catedral de Barcelona.
9. José Quiroga, racionero maestro de capilla de la Catedral de Orense.
10. Francisco Bemal, músico de la Catedral de Coria.
11. Antonio Elias, músico en Barcelona.
12. José Samaranch Ramoneda, maestro de capilla de la Colegiata de Lorca.
13. Melchor Juncá, racionero maestro de capilla de la Catedral de Tarragona.
14. José Cortasa Rivas, racionero maestro de capilla de la Colegiata de Talavera de la Reina.
15. José Cos García, primer tenor de la Catedral de Santiago de Compostela.
16. Vicente Fernández, maestro de capilla de la Colegiata de Alfaro.
17. Miguel Jurado, maestro de capilla de la parroquia de Nuestra Señora del Rosario de Cádiz.
18. Vicente Palacios, maestro de capilla de la Catedral de Albarracín.
19. Juan Ortega Beltrán, maestro de capilla de la Catedral de Baeza.

Los ejercicios fueron evaluados por el maestro Españoleto de La Seo de Zaragoza. Finalmente ganaría Vicente Palacios.
Quiroga permaneció en Orense hasta su muerte, realizando las labores inherentes de su cargo: director y responsable de la enseñanza del canto, música y órgano, tanto de los músicos como de los infantes del coro, dirigir la capilla y componer obras para los días de fiesta de guardar.
José Francisco Quiroga fallecería de las consecuencias de un accidente en Orense, en el Hospital de San Roque, el 4 de julio de 1816, a las ocho de la mañana, y fue enterrado el día 6 en la misma Catedral de Orense.

Entraron en la sala los racioneros y se echó por el Señor Presidente el responso por D. José Quiroga, Maestro de capilla de esta Santa Iglesia que falleció ayer a las ocho de la mañana de repente, salieron aquellos y tras leerse el acta del último cabildo, se vio certificación del medio Andino que dice que de no dar sepultura al cadáver a la tarde se seguirían funestas consecuencias. Se acordó así se haga y que el Maestro de ceremonias y el Fabriquero, dispusiesen lo que correspondiese. Se dijo también que Quiroga no había dejado disposición alguna testamentaria ni se tenía noticia de ella.

## Obra
Se conservan composiciones de Quiroga en la Colegiata de La Coruña y numerosas en la Catedral de Orense. En Orense se conservan más de veinte misas, de las que hay que destacar la realizada en 1780 en honor a San Martín.